# Kubalonka (szczyt)
Kubalonka (830 m n.p.m.) – niewybitny szczyt o dwóch spłaszczonych wierzchołkach, wznoszący się w Paśmie Baraniej Góry i Skrzycznego w Beskidzie Śląskim, tuż na północny wschód od przełęczy Kubalonka. Szczyt Kubalonki, wznoszący się w grzbiecie biegnącym równoleżnikowo od Karolówki na zachód, ku Pasmu Stożka i Czantorii, stanowi zwornik dla odchodzącego tu na północny zachód grzbietu Kozińców.
Południowe, porośnięte lasem stoki szczytu Kubalonki trawersuje wąska szosa schodząca z przełęczy Kubalonka koło Zameczku Prezydenta RP do Wisły Czarnego. Szosą tą od wymienionej przełęczy po polankę Szarcula biegną znaki czerwonego Głównego Szlaku Beskidzkiego. Przez szczyt Kubalonki wiodą natomiast znaki żółtego szlaku turystycznego z Głębców do Koniakowa.
Kubalonka jest porośnięta lasem. Biegnie przez nią granica między miejscowościami Istebna i Wisła. Na stokach Kubalonki wytyczone są narciarskie trasy biegowe ośrodka narciarskiego na Kubalonce.

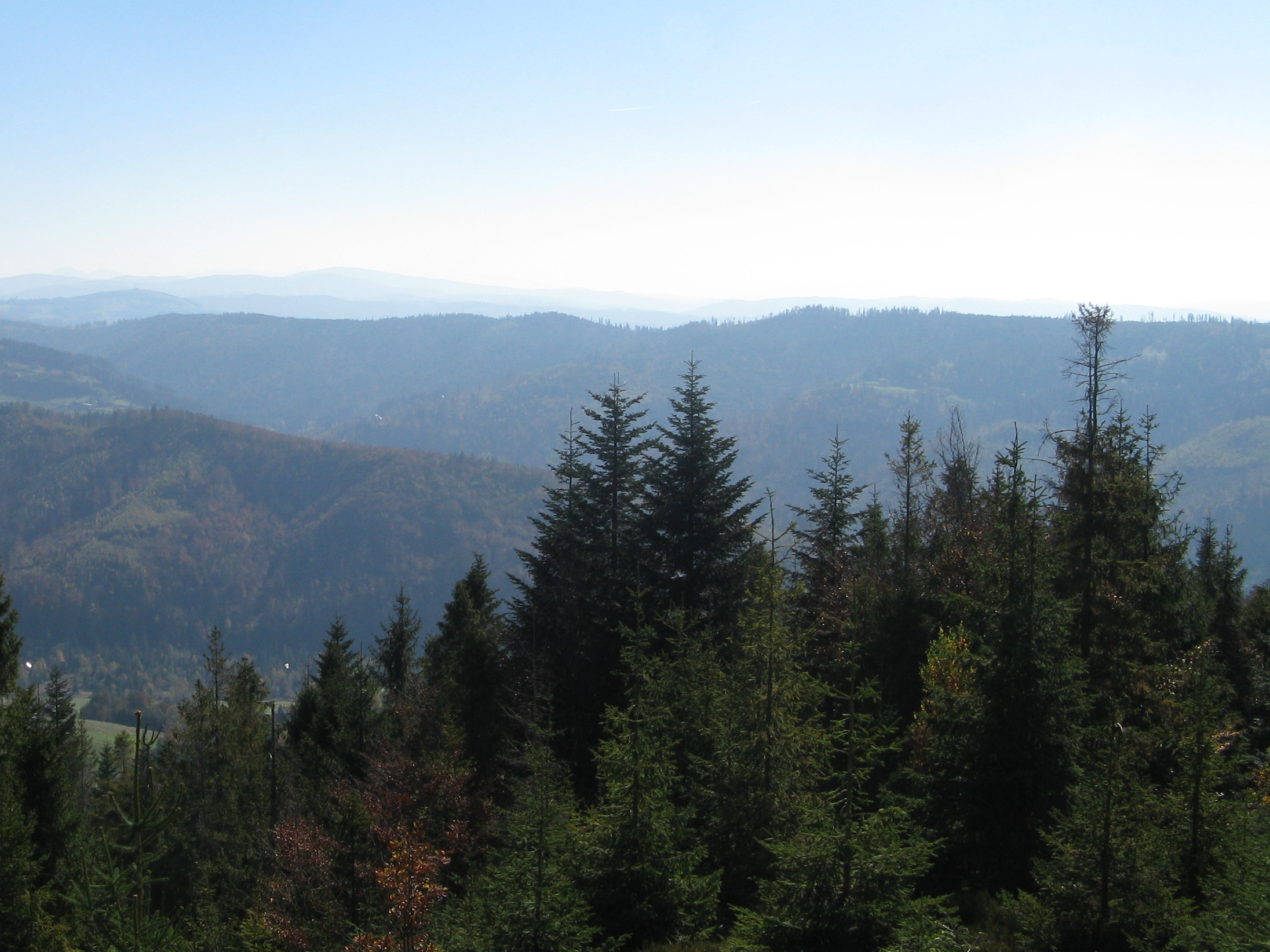
Beskidek, Szarcula i Kubalonka z Czupla
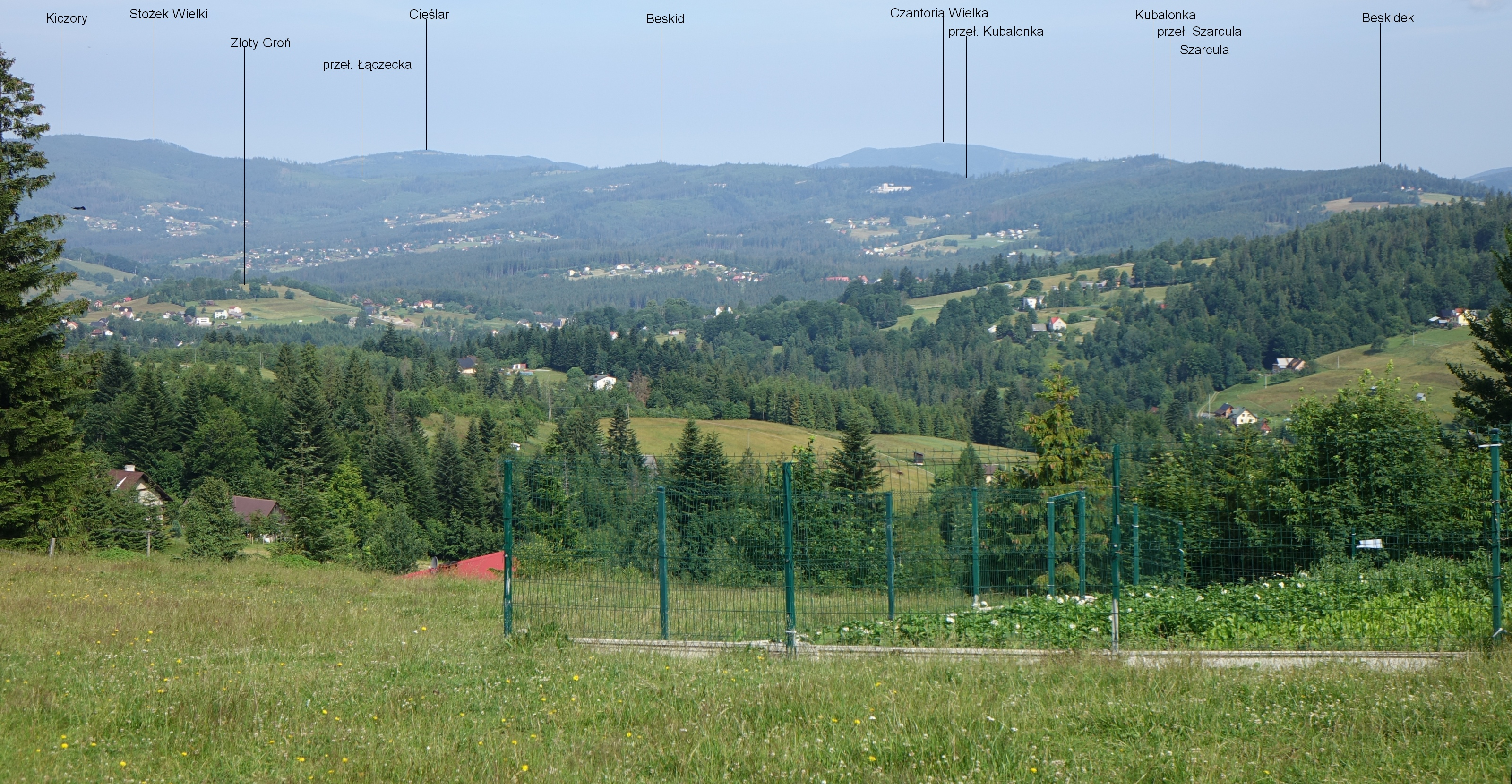
Widok z Koniakowa

## Szlaki turystyczne
Przez Kubalonkę biegnie Główny Szlak Beskidzki.
 odcinek: przełęcz Kubalonka – Kubalonka – przełęcz Szarcula – Szarcula – Beskidek – Schronisko PTTK Przysłop pod Baranią Górą. Odległość 9,3 km, czas przejścia 2:20 h, z powrotem 2 h.